# Sonic Rush
Sonic Rush (яп. ソニック・ラッシュ Соникку Рассю) — видеоигра серии Sonic the Hedgehog в жанре платформер, разработанная студиями Sonic Team и Dimps и изданная компанией Sega эксклюзивно для портативной игровой консоли Nintendo DS. Игра вышла в ноябре 2005 года.
Sonic Rush представляет собой двухмерный платформер, в котором спрайты главных героев отрендерены в трёхмерной графике, что создаёт эффект псевдотрёхмерности. Сражения с боссами и бонусные уровни уже сделаны с помощью настоящей трёхмерной графики. Игра повествует о приключениях ёжика Соника и нового персонажа серии — кошки Блейз, а также их борьбе с доктором Эггманом и его копией из иного измерения Эггманом Негой.
Разработка Sonic Rush началась летом 2004 года после выхода Sonic Advance 3. Проект создавался в общей сложности полтора года. После выхода платформер получил положительные отзывы критиков. Обозреватели хвалили игру за увлекательный игровой процесс, графику и музыку, но к недостаткам относили чрезмерную скорость и незначительные отличия в геймплее Соника и Блейз. В 2007 году был выпущен сиквел под названием Sonic Rush Adventure, а в 2009 году вышла компиляция Sonic Rush и Super Monkey Ball Touch & Roll.

## Игровой процесс

Кошка Блейз на уровне «Night Carnival». Игровой процесс Sonic Rush представлен в двухмерной графике с трёхмерными моделями персонажей. Оба экрана DS используются как один большой для отображения локации с возможностью перемещения персонажа между ними. На экране отображаются (по часовой стрелке): количество жизней, шкала «Tension Gauge», количество колец и время, затраченное на прохождение

Sonic Rush продолжает традиции двухмерных платформеров серии. Управлять можно как ежом Соником, так и кошкой Блейз, которые отличаются друг от друга специальными способностями. Способ повествования сюжета Sonic Rush заключается в прохождении игроком двух сюжетных линий, каждая из которых ведётся от лица Соника или Блейз. При этом обе истории пересекаются между собой. Изначально в игре открыта только сюжетная линия ёжика, но после победы над первым боссом игроку становится доступна и история кошки. После полного прохождения обеих сюжетных линий и сбора семи Изумрудов Хаоса и Сол Изумрудов открывается концовка.
Игроку предстоит пройти семь игровых уровней, называемые зонами («Leaf Storm», «Water Palace», «Mirage Road», «Night Carnival», «Huge Crisis», «Altitude Limit», «Dead Line»), каждая из которых состоит из двух актов и заполнена врагами-роботами. Ход игры отличается в зависимости от выбранного игроком персонажа. Все зоны для Соника и Блейз одинаковы, но они доступны в разном порядке и незначительно отличаются между собой музыкальным сопровождением. На всех уровнях расставлены ловушки (шипы, пропасти, падающие сверху камни) и встречаются различного рода устройства, помогающие ускорить прохождение (дорожки «Dash Panel», пружины, трамплины и парапланы). Персонаж игрока может атаковать врагов четырьмя разными способами: путём сворачивания в шар во время прыжка; с помощью приёма spin dash, разгоняясь на месте и атакуя скоростным ударом в перекате; атаковав врага в воздухе; либо с помощью нового приёма boost (ускорение). Во время прохождения уровней Соник и Блейз собирают золотые кольца, которые служат защитой от врагов, а при сборе 100 штук дающие дополнительную жизнь. Если игроку будет нанесён урон, то он потеряет все кольца, без которых персонаж гибнет при повторном попадании со стороны врага. Выпавшие после получения урона кольца можно собрать, но только в течение ограниченного времени и не более 20 штук. Также на уровнях представлены бонусы, хранящиеся в специальных капсулах — например, временная неуязвимость или дополнительная жизнь. Из игры Sonic Advance 2 заимствована система трюков, с помощью которых заполняется шкала «Tension Gauge», которая служит для быстрого прохождения игры. Помимо трюков, шкала может быть заполнена благодаря уничтожению врагов, прохождению через контрольные точки и сбору бонусов. Когда шкала полностью заполнена, персонаж начинает мерцать, становясь неуязвимым ко многим врагам, а если пуста, то приём boost невозможно использовать. Прохождение каждой локации ограничено десятью минутами; в зависимости от затраченного на прохождение времени в конце акта игроку присуждаются бонусные очки. В случае смерти персонажа прохождение игры начинается заново, либо с контрольной точки. Кроме того, Соник и Блейз могут утонуть, если будут слишком долго находиться под водой. Дойдя до конца первых двух актов зоны, игрок должен их завершить, коснувшись большого кольца со звездой. После этого идёт подсчёт очков и выставляется ранг (самый низкий — «C», высший — «S»).
После прохождения двух актов зоны игрок сражается с боссом. Главным врагом для Блейз выступает сам доктор Эггман, а для Соника — Эггман Нега. В отличие от обычных уровней, битвы с боссами выполнены в трёхмерной графике, и, соответственно, имеют несколько иной игровой процесс. Чаще всего отличия проявляются только в изменениях ракурсов камеры в некоторых моментах схватки. Некоторые битвы проходят на закольцованном участке. Само положение виртуальной камеры не изменяется и игрок всё также может передвигаться только влево и вправо. В битвах со злодеем отсутствует шкала «Tension Gauge» и, следовательно, возможность использования ускорения. Сами сражения идентичны предыдущим играм серии: для победы необходимо уворачиваться от атак врага, после чего его нужно атаковать в слабое место. Немного отличается бой на седьмой зоне, где в роли босса, в зависимости от управляемого персонажа, выступает Соник или Блейз. В схватке с финальным боссом, которая открывается после сбора всех семи Сол Изумрудов и Изумрудов Хаоса, игрок по очереди контролирует супер-формы главных героев — Супер Соника и Огненную Блейз. В супер-формах персонажи перемещаются по воздуху, а не по земле. В отличие от обычных уровней, здесь с самого начала присутствуют 50 колец, количество которых уменьшается на одну с каждой секундой и пополняется благодаря разбиванию красных метеоритов. Когда у персонажа не остаётся колец, он теряет жизнь. В супер-формах Соник и Блейз по два раза атакуют Эггмана и Эггман Негу соответственно.
Кроме основного режима, названного в игре как «Gameplay», в Sonic Rush доступно ещё два дополнительных: однопользовательский «Time Attack» и многопользовательский «Battle Play», причём последний, в свою очередь, делится ещё на «DS Wireless Battle» и «DS Download Battle». Оба режима имеют поддержку сетевой игры через Nintendo Wi-Fi Connection. Здесь игроки проходят уровни за Соника или Блейз. В «Battle Play» необходимо дойти до конца зоны раньше соперника. На уровнях также присутствуют различные бонусы, которые помогают замедлить соперника. В отличие от основного режима, действие отображается лишь на одном экране — на верхнем, в то время как нижний отображает текущее положение соперника. «Time Attack» ничем не отличается от основного режима, за исключением того, что у игрока отсутствуют жизни. Задачей режима является пройти уровень (включая сражения с боссами) как можно быстрее. Также в игре есть возможность отправить демоверсию игры другим игрокам через беспроводную связь.

### Особый уровень

В отличие от обычных уровней, действие игры отображается только на одном экране, в то время как второй служит для отображения (сверху-вниз) уже имеющихся Изумрудов Хаоса, количества собранных и необходимых колец и пройденный путь

В игре существуют семь особых уровней, предназначенных для сбора Изумрудов Хаоса — «Special Stage». Чтобы попасть туда, на уровне Соник должен зацепиться за специальный генератор, который, с использованием ускорения и шкалы «Tension Gauge», переносит ежа на особый уровень. Управление осуществляется с помощью стилуса. Действие разворачивается на разветвлённой длинной трубе. Этап делится на две части, в каждой из которых нужно собрать определённое количество колец. На пути встречаются как препятствия (шипы, роботы), при столкновении с которыми персонаж теряет часть набранных колец, так и бонусы, среди которых имеются красные сферы с изображением звезды. Они подбрасывают Соника в воздух, после чего на экране появляется несколько цифр, а снизу — шкала, показывающая количество оставшегося времени. Если игрок сможет в правильной последовательности нажать стилусом по всем цифрам до истечения времени, то он будет вознаграждён дополнительными кольцами. Чем быстрее это сделать, тем больше колец получит Соник. В случае удачного прохождения «Special Stage» персонаж получает Изумруд Хаоса, после чего возвращается обратно на уровень. Блейз не может попасть на специальный этап, так как она получает Сол Изумруды после победы над боссами.

## Сюжет

### Персонажи
В Sonic Rush доступно два игровых персонажа: Соник и новая героиня Блейз. Большу́ю роль в сюжете Sonic Rush играют Майлз Прауэр (яп. マイルス・パウアー Майрусу Пауа:, англ. Miles Prower), более известный как Тейлз (яп. テイルス Тэйрусу, англ. Tails), и крольчиха Крим (яп. クリーム・ザ・ラビット Кури:му дза Рабитто, англ. Cream the Rabbit). Оба персонажа также комментируют действия игрока в меню режима «Gameplay» и болеют за него во время битв с боссами. Главными антагонистами выступают доктор Эггман и его копия из другого измерения, Эггман Нега. Также в отдельных эпизодах появляются крольчиха Ванилла (яп. ヴァニラ・ザ・ラビット Ванира дза Рабитто, англ. Vanilla the Rabbit), ехидна Наклз (яп. ナックルズ・ザ・エキドゥナ Наккурудзу дза Экидуна, англ. Knuckles the Echidna) и Эми Роуз (яп. エミー・ローズ Эми: Ро:дзу, англ. Amy Rose).
- Ёж Соник (яп. ソニック・ザ・ヘッジホッグ Соникку дза Хэдзихоггу, англ. Sonic the Hedgehog) — синий ёж, протагонист серии. После того, как его друг Тейлз обнаруживает некое аномальное явление, являющееся предвестником страшной катастрофы, он отправляется на поиски ранее замеченной им незнакомки, которая, возможно, может что-то знать о причинах возникновения грядущей угрозы[2].
- Кошка Блейз (яп. ブレイズ・ザ・キャット Бурэидзу дза Кятто, англ. Blaze the Cat) — принцесса в измерении Сол[22]. Является охранником семи Сол Изумрудов[2], аналогов Изумрудов Хаоса, похищенных доктором Эггманом[23]. Следуя за учёным, она попадает в мир Соника и ставит себе цель: любым способом вернуть Сол Изумруды, так как их пропажа уничтожит её родной мир.
- Доктор Эггман (яп. ドクタアエッグマン Докута: Эггуман, англ. Doctor Eggman) — злобный гений, заклятый враг Соника и один из антагонистов игры. Объединяется со своей копией из другого измерения с целью использовать силу Сол Изумрудов для захвата мира, и крадёт их из родного измерения Блейз, заставляя кошку отправиться за ним в погоню[23].
- Эггман Нега (яп. エッグマンネガ Эггуман Нэга, англ. Eggman Nega) — двойник доктора Эггмана из другого измерения[2], один из антагонистов игры. Пытается с помощью доктора Эггмана заполучить Сол Изумруды.

### История
История игры начинается с момента, когда Соник, путешествуя по лесу, встречает Эггмана и вступает с ним в бой. После победы над доктором, выпавший Сол Изумруд подбирает некая неизвестная персона и убегает. Встретив своего друга лисёнка Тейлза, Соник рассказывает о странной незнакомке. Герои не знали, что это была кошка Блейз — принцесса в измерении Сол, прибывшая в мир Соника с целью вернуть Сол Изумруды, похищенные доктором Эггманом, так как их пропажа уничтожит её родной мир. Добыв один камень в схватке со злодеем, Блейз встречает крольчиху Крим и удивляется её вежливости. Крим отводит её к себе домой, где знакомит её со своей мамой, крольчихой Ваниллой. По их просьбе Блейз рассказывает им свою историю, и Ванилла советует Блейз обратиться за помощью к Сонику, но та отказывается. Тогда они предлагают кошке помощь в ориентировке по окрестностям, и под настойчивыми уговорами крольчих героине приходится согласиться. Затем она забирает тот самый Изумруд, выпавший у Эггмана после конфронтации с Соником. В это время сам ёжик отправляется в путь для получения информации и встречает человека, очень похожего на доктора Эггмана — Эггмана Негу. Между двоими разгорается сражение, из которого Соник выходит победителем. Между тем Тейлз обнаруживает расширяющуюся дыру в пространственно-временном континууме, которая может привести к катастрофическим последствиям.
Тем временем Блейз и Крим встречают Наклза, который чувствует силу, исходящую от Сол Изумрудов. Он подозревает, что у Блейз имеются при себе Изумруды Хаоса, сила которых подобна Сол Изумрудам, и предлагает отдать камни Сонику на сохранение. Кошка не слушает ехидну и вместе со своей новой подругой убегает. В поисках информации о происходящем Соник и Тейлз решают навестить Крим, но не застают её дома. Ванилла говорит героям, что та отправилась гулять вместе со своей новой подругой, которая по описанию совпадает с незнакомкой, которую ранее видел Соник. Узнав от крольчихи, в каком направлении они отправились, Соник и Тейлз следуют за ними. Блейз, в свою очередь, продолжает успешно собирать Сол Изумруды. По пути она и Крим встречают Эми Роуз, которая вновь ищет своего возлюбленного, Соника. Ежиха предлагает кошке последовать за ней, так как у неё есть «Радар Соника», благодаря которому она отслеживает синего ежа. Это веселит Блейз, и они с Крим продолжают свой путь. Продолжая поиски таинственной незнакомки, Соник и Тейлз находят Наклза, лежащего под грудой камней. Помогая ему выбраться из-под завалов, они узнают от ехидны, что это было дело рук «кошки с характером». Затем герои встречают Эми, которой они рассказывают о ситуации. Она говорит, что видела Блейз и Крим, и показывает, в какую сторону отправились девушки.
Вскоре Соник и Тейлз находят Блейз вместе с Крим, но та отказывается от разговора и уходит. Блейз собирает шестой Сол Изумруд и снова сталкивается с Эми. Пока кошка разговаривала с ежом, её нашёл Наклз, желающий ей отомстить. Эми задерживает разъярённого ехидну. Следуя за Блейз, Соник оказывается на базе Эггманов. Главные герои вновь встречаются и вступают в борьбу друг против друга; после боя Блейз понимает, что не нужно делать всё только по своему усмотрению, и доверяется Сонику и его друзьям. Тем временем миры главных героев продолжают сливаться в одно целое, а Эггман похищает Крим и в качестве выкупа требует Сол Изумруды. Герои разделяются: ёж отправляется за Эггманом Негой, а кошка — за доктором Эггманом. Сразившись против него, Блейз удаётся спасти свою подругу, в то время как Соник одерживает победу над Эггманом Негой.
Хоть героям и удалось вернуть все Сол Изумруды и остановить слияние миров, им осталось решить несколько проблем: как обернуть вспять все разрушительные последствия начавшегося слияния миров, а также каким образом Блейз вернётся в свой родной мир. Далее появляются Эггманы, которые вели совместную работу по захвату мира. Они сообщают главным героям, что сосуществование Изумрудов Хаоса и Сол Изумрудов в одном измерении грозит полным уничтожением. Атакуя Блейз новым огромным роботом, злобным гениям удаётся неким образом украсть энергию Сол Изумрудов. Внезапно прибывший Соник воодушевляет Блейз бороться дальше, после чего, таинственным образом, к Сол Изумрудам возвращается их энергия. Стремясь остановить докторов, главные герои, используя силу Изумрудов, трансформируются в свои супер-формы (Супер Соника и Огненной Блейз соответственно). После победы у двоих завязывается небольшой разговор, где Блейз, благодаря Сонику и его друзьям, понимает, что если держать весь мир на своих плечах, то это может привести к безответственности, и клянётся жить с более открытым сердцем. После этого она переносится в своё родное измерение. Соник видит, как Крим плачет по своей подруге, но успокаивает её, прошептав ей что-то на ухо.

## Разработка и выход игры
Sonic Rush была совместно разработана студиями Sonic Team и Dimps. Руководителем проекта стал дизайнер Акинори Нисияма, а продюсировали Юдзи Нака и Коити Сакита. Сценарий был написан сотрудником Sega Ясуси Отакэ. Ведущим программистом стал Такая Яманэ, в роли художников выступили Юдзи Уэкава и Кадзухико Ямамото.
После выхода Sonic Advance 3 летом 2004 года команда разработчиков приступила к созданию новой игры для консоли Nintendo DS, в которой удалось совместить двухмерную и трёхмерную графику. Игра была анонсирована на выставке Electronic Entertainment Expo (E3) 2004 вместе с другой игрой от Sonic Team, Feel the Magic: XY/XX. На выставке была продемонстрирована версия, на тот момент ещё не носившая официального названия, абсолютно отличавшаяся от конечной Sonic Rush. Игра была полностью трёхмерной, а Соник, действия которого демонстрировались на верхнем экране, управлялся с помощью стилуса на нижнем сенсорном экране. Впоследствии эта версия была названа поклонниками серии как Sonic DS. По словам Нисиямы, причинами того, что в итоге Sonic Rush была создана в двухмерной графике и полностью отличалась от показанного демо, было желание команды сохранить оригинальную двухмерную концепцию игр о Сонике, и что представленный прототип был создан для демонстрации возможностей портативной консоли. Демоверсия самой Sonic Rush с зоной «Leaf Storm» была показана на ежегодной игровой выставке E3 2005, где от представителей сайта IGN получила награду «Большой сюрприз». От финальной версии она отличается другим титульным экраном и музыкой, а самого Соника озвучил актёр Райан Драммонд, который также озвучивал Соника в играх, начиная с Sonic Adventure. Через четыре года после выставки фанаты серии, получив доступ к демоверсии, обнаружили в образе игры неиспользованные спрайты из Sonic Advance 3. На мероприятии Tokyo Game Show 2005 стало известно о новом персонаже — кошке Блейз.
Sonic Rush представляет собой двухмерный платформер, в котором главные герои представлены в трёхмерной графике. Руководитель проекта Акинори Нисияма в интервью сайту GameSpot заявил следующее: «Основной игровой процесс происходит в двухмерном пространстве, но мы включили множество трёхмерных элементов для придания игре атмосферы». «Мы думали, что трёхмерная графика будет иметь наибольшее воздействие, вот поэтому Соник и боссы созданы из трёхмерных полигонов», — объяснял продюсер Юдзи Нака. На выставке Tokyo Game Show Нисияма заявил, что во время работы над Sonic Advance 3 он понял, что серии становятся всё более сложными, быстрыми и динамичными, и хотел, чтобы все эти особенности были реализованы в следующей игре про Соника. Когда зашла речь о том, какие функции и возможности портативной консоли должны поддерживаться в платформере, он ответил, что команда решила сделать упор на два экрана консоли. По его словам, использование сразу всех функций Nintendo DS отрицательно скажется на игре. Во время разработки уровней студии  столкнулись с большими проблемами из-за ограниченных возможностей приставки: «Из-за того, что это новое железо, естественно вы подумаете, что это гораздо легче и что оно предоставляет гораздо больше возможностей — но у нас было довольно много проблем».
Релиз Sonic Rush в Северной Америке и Европе состоялся вместе с другой игрой серии, Shadow the Hedgehog, — 15 ноября и 18 ноября 2005 года соответственно, а 23 ноября игра поступила в продажу на территории Японии. Sonic Rush неоднократно входила в списки лучших игр для Nintendo DS на различных сайтах и журналах. Впоследствии, в 2007 году, был разработан сиквел игры — Sonic Rush Adventure, а сама Sonic Rush была переиздана в компиляции Sega Fun Pack: Sonic Rush & Super Monkey Ball Touch and Roll в 2009 году.

## Музыка

Обложка альбома Sonic Rush Original Groove Rush

Музыку к игре написал композитор Хидэки Наганума, который известен по работе над проектами Jet Set Radio и Jet Set Radio Future. С аранжировкой помогал Тэрухико Накагава. Композиции были созданы в нетипичных для серии Sonic the Hedgehog жанрах фанк и хип-хоп, в мелодиях которых присутствуют слова и повторяющиеся фразы. Кроме того, в игре используются две короткие композиции из Sonic the Hedgehog, созданные Юкифуми Макино. Саундтрек к игре был выпущен в Японии 23 ноября 2005 года в формате компакт-диска под названием Sonic Rush Original Groove Rush (яп. ソニックラッシュオリジナルグルーブラッシュ Соникку Рассю Оридзинару Гурубу Рассю). Всего на диске 45 композиций, семь из которых являются ремиксами.
Впоследствии трек «Right There, Ride On» был использован в Sonic Generations и включён в состав нескольких компиляций и сборников: True Blue: The Best of Sonic the Hedgehog, Sonic Generations: 20 Years Of Sonic Music, History Of The 1ST Stage Original Soundtrack Blue Edition и History Of Sonic Music 20th Anniversary Edition.
| №   | Название                           | Музыка            | Длительность |
| --- | ---------------------------------- | ----------------- | ------------ |
| 1.  | «Right There, Ride On»             | Хидэки Наганума   | 2:36         |
| 2.  | «Back 2 Back»                      | Хидэки Наганума   | 2:45         |
| 3.  | «What You Need»                    | Хидэки Наганума   | 2:45         |
| 4.  | «Jeh Jeh Rocket»                   | Хидэки Наганума   | 2:51         |
| 5.  | «Ska Cha Cha»                      | Хидэки Наганума   | 2:51         |
| 6.  | «Vela-Nova»                        | Хидэки Наганума   | 3:00         |
| 7.  | «Wrapped in Black»                 | Хидэки Наганума   | 3:00         |
| 8.  | «A New Day»                        | Хидэки Наганума   | 2:21         |
| 9.  | «What You Need Is Remix»           | Хидэки Наганума   | 2:28         |
| 10. | «Right There, Ride On»             | Хидэки Наганума   | 1:38         |
| 11. | «Right There, Ride On» (Blazy Mix) | Хидэки Наганума   | 1:51         |
| 12. | «Groove Rush #1»                   | Хидэки Наганума   | 0:08         |
| 13. | «Ska Cha Cha»                      | Хидэки Наганума   | 2:07         |
| 14. | «Ska Cha Cha» (Blazy Mix)          | Хидэки Наганума   | 2:18         |
| 15. | «Enemy or Friend?»                 | Тэрухико Накагава | 0:11         |
| 16. | «Ethno Circus»                     | Хидэки Наганума   | 2:07         |
| 17. | «Ethno Circus» (Blazy Mix)         | Хидэки Наганума   | 2:13         |
| 18. | «Metal Scratchin’»                 | Хидэки Наганума   | 1:36         |
| 19. | «Metal Scratchin’» (Part 2)        | Хидэки Наганума   | 0:32         |
| 20. | «Groove Rush #3»                   | Хидэки Наганума   | 0:08         |
| 21. | «Back 2 Back»                      | Хидэки Наганума   | 1:31         |
| 22. | «Back 2 Back» (Blazy Mix)          | Хидэки Наганума   | 2:08         |
| 23. | «I Wanna Breathe»                  | Юкифуми Макино    | 0:12         |
| 24. | «Just a Breath!» (SE)              | Юкифуми Макино    | 0:05         |
| 25. | «Jeh Jeh Rocket»                   | Хидэки Наганума   | 2:12         |
| 26. | «Jeh Jeh Rocket» (Blazy Mix)       | Хидэки Наганума   | 2:22         |
| 27. | «Groove Rush #7»                   | Хидэки Наганума   | 0:10         |
| 28. | «Get Edgy»                         | Хидэки Наганума   | 1:36         |
| 29. | «Get Edgy» (Blazy Mix)             | Хидэки Наганума   | 2:22         |
| 30. | «A New Day» (Intermission)         | Хидэки Наганума   | 0:23         |
| 31. | «What You Need»                    | Хидэки Наганума   | 2:05         |
| 32. | «What You Need» (Blazy Mix)        | Хидэки Наганума   | 2:16         |
| 33. | «Vela-Nova»                        | Хидэки Наганума   | 2:08         |
| 34. | «Vela-Nova» (Part 2)               | Хидэки Наганума   | 0:36         |
| 35. | «Groove Rush #2»                   | Хидэки Наганума   | 0:09         |
| 36. | «Groove Rush #8»                   | Хидэки Наганума   | 0:05         |
| 37. | «Bomber Barbara»                   | Хидэки Наганума   | 2:08         |
| 38. | «Bomber Barbara» (Part 2)          | Хидэки Наганума   | 0:39         |
| 39. | «Groove Rush #4»                   | Хидэки Наганума   | 0:09         |
| 40. | «Raisin’ Me Up» (Prologue)         | Хидэки Наганума   | 0:54         |
| 41. | «Wrapped in Black»                 | Хидэки Наганума   | 2:35         |
| 42. | «Wrapped in Black» (Part 2)        | Хидэки Наганума   | 1:04         |
| 43. | «Groove Rush #5»                   | Хидэки Наганума   | 0:09         |
| 44. | «Raisin’ Me Up»                    | Хидэки Наганума   | 3:51         |
| 45. | «Medley Rush #2»                   | Хидэки Наганума   | 3:32         |

## Озвучивание
Вместе с Shadow the Hedgehog, Sonic Rush является одной из первых игр серии, для озвучивания английской версии которой был использован новый актёрский состав от студии 4Kids Entertainment. Однако в демоверсии Sonic Rush изначально Соника озвучивал актёр Райан Драммонд, но в финальном варианте персонаж говорил голосом Джейсона Гриффита. Персонажи на японском языке были озвучены теми же сэйю, что и в предыдущих играх серии, начиная с Sonic Adventure. Все версии игры имеют озвучивание только на одном языке в соответствии с регионом консоли.
| Персонаж                   | Японский актёр озвучивания | Английский актёр озвучивания |
| -------------------------- | -------------------------- | ---------------------------- |
| Ёж Соник                   | Дзюнъити Канэмару          | Джейсон Гриффит              |
| Кошка Блейз                | Нао Такамори               | Эрика Шрёдер                 |
| Майлз «Тейлз» Прауэр       | Рё Хирохаси                | Эми Палант                   |
| Крольчиха Крим             | Саяка Аоки                 | Ребекка Хониг                |
| Доктор Эггман, Эггман Нега | Тикао Оцука                | Майк Поллок                  |
| Примечания: 1. 2.          |                            |                              |

## Восприятие
| Сводный рейтинг       | Сводный рейтинг |
| Агрегатор             | Оценка          |
| --------------------- | --------------- |
| GameRankings          | 83,23 %         |
| Game Ratio            | 82 %            |
| Metacritic            | 82/100          |
| MobyRank              | 80/100          |
| Иноязычные издания    |                 |
| Издание               | Оценка          |
| 1UP.com               | B+              |
| Edge                  | 7/10            |
| EGM                   | 8/10            |
| Eurogamer             | 7/10            |
| G4                    | 4/5             |
| Game Informer         | 7/10            |
| GamePro               | [ 4 ]           |
| GameSpot              | 8,2/10          |
| GameSpy               | [ 11 ]          |
| GamesRadar+           | 8/10            |
| IGN                   | 9/10            |
| Nintendo Power        | 9/10            |
| Nintendo World Report | 9/10            |
| ONM                   | 90 %            |
| PALGN                 | 8/10            |
| Play (UK)             | 9,5/10          |
| VideoGamer            | 8/10            |
| Русскоязычные издания |                 |
| Издание               | Оценка          |
| Gameplay              | 4,5/5           |
| «Страна игр»          | 7/10            |
| «Консоль»             | 8,5/10          |

Sonic Rush получила положительные отзывы от критиков. Обозреватели хвалили в первую очередь качество графики, использование одновременно двух экранов Nintendo DS для отображения игрового процесса, музыкальное сопровождение и схожесть с первыми играми серии Sonic the Hedgehog. Из недостатков часто упоминалась слишком высокая скорость, из-за которой быстро проходятся уровни. К 2007 году по всему миру было продано около 1,2 миллиона копий Sonic Rush, что сделало игру одним из бестселлеров на консоли Nintendo DS. В 2006 году проект номинировался кинопремией Kids’ Choice Awards в номинации «Любимая видеоигра». В 2009 году Sonic Rush заняла 17 место в списке «25 лучших игр на DS» по версии сайта IGN, и была лидером в списке игр для DS в жанре action. В опросе, устроенном в 2010 году Official Nintendo Magazine на тему лучшей игры для портативной консоли, платформер занял 46 позицию. В 2012 году сайт GamesRadar поместил Sonic Rush на 10 место в списке самых лучших игр серии.
Джефф Герстманн из сайта GameSpot в своём обзоре назвал Sonic Rush замечательным платформером. Игра фокусируется на скорости и «в то же время [им] до сих пор удаётся делать интересные новые вещи, особенно когда речь идёт о формате двойного экрана портативки». К большим недостаткам он причислил сложность заметить на огромной скорости врага, стоящего впереди; однообразность фраз, выкрикиваемых друзьями главных героев во время боёв с боссами; а также незаметную разницу игрового процесса Соника и Блейз. В своём итоге Герстманн заявил, что игра доставит удовольствие всем пользователями DS, ищущим «хороший, сильный платформер». Хоть Игорь Сонин из российского журнала «Страна игр» и указал, что Sonic Rush — это «игра, которую многие считают лучшим современным „Соником“», журналист посчитал, проект «вполне мог бы выйти на 16-битной приставке и называться Sonic the Hedgehog 4», так как он безнадёжно устарел. Критике подвергся игровой процесс, принёсший с собой все «болезни» старых игр серии, которые, в конечном счёте, «сведут сериал в могилу». Крейг Харрис из IGN оценил игру в 9 баллов из 10 возможных, назвав её одной из лучших частей франшизы на портативной консоли. В обзоре критик поблагодарил компанию Dimps за разработку Sonic Rush, поскольку сотрудники создали творческий и весёлый платформер для Nintendo DS. Обозреватель высоко оценил сохранение классического стиля и свежую игровую механику. Брэтт Элстон из GamesRadar заявил, что после выхода тусклых трёхмерных игр, Sonic Rush возвращает серию на сторону славы, сосредотачивая своё внимание на скорости. Однако геймплей разочаровывает из-за большой скорости. В своём итоге критик похвалил Sonic Team «за доказательство, что ёж не сбился с пути».
Герстманн похвалил графику и трёхмерные модели персонажей, но они, по его словам, «не слишком раскрывают характер». Дизайн уровней также был высоко оценён. Сонин одобрительно отнёсся к тому, как была использована трёхмерная графика. По мнению Харриса, идея с отображением игрового процесса одновременно на двух экранах удалась. Хотя эта задумка была уже реализована в некоторых других играх для Nintendo DS, но в Sonic Rush, благодаря быстрому геймплею, это лучше смотрится. Чтобы научиться быстро переключать внимание с одного экрана на другой, игроку придётся потратить своё время. Положительные отзывы о графике игры оставили на сайте 1UP.com. В рецензии  были положительно отмеченыкак и «замечательные» трёхмерные модели боссов и персонажей, так и основные двухмерные уровни. В итоге Sonic Rush была названа одной из наиболее визуально привлекательных игр серии с момента выхода Sonic CD. Том Бромвелл из Eurogamer не обратил особого внимания на трёхмерные модели персонажей и схватки с боссами, но зато похвалил уровни основного режима, назвав их красочными и неординарными. Джон Линдеманн из Nintendo World Report назвал Sonic Rush «идеальным примером хорошего совмещения двухмерной и трёхмерной графики», поставив визуальному аспекту игры оценку в 8,5 баллов из 10. Журналист хвалил дизайн боссов, однако некоторые ракурсы во время боёв он назвал странными.
Музыка удостоилась исключительно благоприятных отзывов от игровой прессы, а сам композитор был номинирован на получение премии «Golden Joystick Award» в номинации «Саундтрек года». Критик из 1UP.com причислил саундтрек к плюсам игры, охарактеризовав его как яркий и бодрый.  Герстманн высоко оценил музыкальное сопровождение Sonic Rush, и сравнил композиции с мелодиями из Jet Set Radio. Элстон удостоил «заразительный» саундтрек высоких похвал, заявив, что композиции Наганумы — «небольшой дополнительный стимул, чтобы продолжать играть». Джон Линдеманн из Nintendo World Report также расхвалил музыкальное сопровождение, поставив музыке оценку в 9 баллов из 10. «Специальные этапы имеют цепляющий [стиль] брит-поп, который настолько легко запоминается, что ещё долгое время будет звучать у вас в голове», — утверждал Линдеманн.
На сюжет игры Герстманн особо не обращал внимания, назвав его просто достаточным для того, чтобы ввести игрока в курс дела. Рецензент из Nintendo World Report более благосклонно отнёсся к «интригующей маленькой истории» Sonic Rush; он же, в отличие от своих коллег, положительно оценил возможность прохождения игры двумя разными персонажами. Сонин обделил вниманием новую героиню Блейз, посчитав, что разработчики добавили её лишь «для галочки». В рецензии от сайта 1UP.com кошка была оценена положительно. Играть за неё весело, и она не относится к медленным персонажам франшизы. Критик из GamesRadar, Брэтт Элстон, отнёсся к появлению Блейз холодно и счёл её излишним и ненужным игре персонажем. Журналисты IGN, в то время ещё игравшие только в демонстрационную версию Sonic Rush, представленную на выставке Tokyo Game Show 2005, отметили, что она, несмотря на свою второстепенную роль, легко может вписаться в роль напарника для главного героя Соника — равносильно Тейлзу и Наклзу. По мнению Бромвелла, Блейз ничем не отличается от Соника в плане игрового процесса, и посоветовал забыть о ней. От Тома Иста из Official Nintendo Magazine новая героиня и сюжет игры получили положительные отзывы. Критик описал Блейз как «кошку-женщину с очень сильным характером». Хоть он и назвал кошку копией Соника с несколько иначе выглядящими атаками, он всё равно посчитал её хорошей альтернативой и интересным дополнением к сюжету. Сам сюжет тоже удостоился положительной оценки, отдельно отметив наличие нескольких хороших сюжетных поворотов.

### Влияние
В Sonic Rush дебютировали такие новые персонажи серии, как кошка Блейз и Эггман Нега. Впоследствии они появились в других играх про Соника и комиксах от компании Archie Comics. Впервые Блейз и Эггман Нега появились в № 160—161 журнала Sonic the Hedgehog; представленная история значительно отличалась от сюжета Sonic Rush: в ней не присутствовали Сол Изумруды и причиной путешествия Блейз в измерение Соника были её сны, в которых она видела образы Эггмана Неги и Соника.
Игровой процесс Sonic Rush был позже использован и основной консольной части серии, начиная с Sonic Unleashed, где на уровнях игроку нужно использовать ускорение для атаки врагов и увеличения скорости. Позднее концепт гонки между двумя персонажами, использованный в мультиплеере игры, стал основой для игрового процесса Sonic Rivals и Sonic Rivals 2. Уровень «Water Palace» появляется в игре Sonic Generations для консоли Nintendo 3DS.
Продолжение игры под названием Sonic Rush Adventure было выпущено в 2007 году эксклюзивно для Nintendo DS. По сюжету, Соник и Тейлз попав в шторм, переносятся в мир Блейз, где встречают енотиху по имени Марин. Как и предшественник, Sonic Rush Adventure была положительно оценена критиками и входила в списки лучших игр для Nintendo DS. В 2009 году сама Sonic Rush была переиздана в компиляции с игрой Super Monkey Ball Touch & Roll как часть линейки Sega Fun Pack.